# Conophytum brunneum
Conophytum brunneum là một loài thực vật có hoa trong họ Phiên hạnh. Loài này được S.A.Hammer mô tả khoa học đầu tiên năm 2002 publ. 2001.